# Кукарин, Евгений Викторович
Евге́ний Ви́кторович Кукарин (род. 16 июня 1954, Ростовская область, СССР) — полковник полиции, участник Первой и Второй чеченских войн, Герой Российской Федерации (2000). Бывший командующий оперативной группировкой «Восток» Внутренних войск МВД РФ, ныне начальник отдела полиции специального назначения Управления криминальной полиции МВД РФ.

## Биография
Родился 16 июня 1954 года в Ростовской области. Русский.
После окончания средней школы поступил в Благовещенское военное танковое командное училище. После его окончания служил в Дальневосточном военном округе и Южной группе войск (Венгрия). Командовал танковыми взводом и ротой, был начальником штаба, а затем и командиром танкового батальона. В 1990 году окончил Военную академию бронетанковых войск. С 1990 года он — преподаватель военной кафедры Московского института стали и сплавов.
В 1994—1996 годах принимал участие в первой чеченской войне.
С августа 1999 года полковник Кукарин находился в Дагестане на должности начальника штаба группировки Внутренних войск МВД в составе Объединённой группировки российских войск на Северном Кавказе. В декабре 1999 года был назначен командующим войсками группировки «Восток» Внутренних войск МВД (33-я бригада спецназа и 674-й полк внутренних войск), сформированной для штурма Грозного. Город был окружен войсками во избежание попыток прорыва боевиков из Грозного в горы (и такие попытки предпринимались — 28 декабря банда попыталась вырваться из окружения, но попала в засаду и бежала обратно, потеряв убитыми до 40 боевиков). 31 декабря 1999 года штаб российских войск провёл обманную операцию по радио под условным наименованием «Новый год», имитировав сосредоточение сил с восточного направления перед началом атаки на город. Боевики стянули большие силы на участок предполагаемого «прорыва», и их кучно стоявшие отряды попали под массированный огонь российской артиллерии. К 6 февраля сопротивление было сломлено, и позже именно Кукарин поднял российский флаг над освобожденным Грозным.
После Нового года группировка «Восток» перешла в наступление с целью освободить Сунженский район Грозного. 17 января штаб группировки получил новую задачу — подавить крупнейший узел сопротивления боевиков в районе площади «Минутка». Задача была выполнена успешно — с 27 января по 1 февраля 2000 года было уничтожено 10 опорных пунктов боевиков, 12 ДОТов, 3 бронетранспортера, захвачены 3 склада, 3 зенитные установки, 1 орудие, 4 миномета, 2 автоматических станковых гранатомета.
Указом Президента Российской Федерации № 448 от 29 февраля 2000 года за проявленное мужество в боях и умелое руководство войсками в борьбе с террористическими формированиями на Северном Кавказе полковнику Кукарину Евгению Викторовичу присвоено звание Героя Российской Федерации с вручением медали «Золотая Звезда».
В 2011 году был заместителем командира отряда милиции специального назначения (ОМСН) «Рысь». Е. В. Кукарин продолжает службу в должности начальника отдела милиции специального назначения Управления криминальной милиции МВД РФ. Входит в Клуб Героев восточного административного округа г. Москва.
Награждён орденом «За военные заслуги», медалями Суворова, «За боевые заслуги» и другими.